# Rojasimalva
Rojasimalva é um género botânico pertencente à família Malvaceae.

## Espécies
Rojasimalva tetrahedralis
1. ↑  «Rojasimalva — World Flora Online». www.worldfloraonline.org. Consultado em 19 de agosto de 2020